# Hvězdy typu Delta Scuti
Hvězdy typu Delta Scuti jsou skupina proměnných hvězd z galaktického disku s amplitudou změn až 0,9 mag a periodou méně než 2 dny.
Delta Scuti jsou pulsující proměnné hvězdy spektrálních typů od A do prvních F se třídou světelnosti V až III. Pulsují v radiálním nebo neradiálním módu s periodou mezi 30 minutami a 8 hodinami a fotometrickou amplitudou menší než jedna magnituda. Po bílých trpaslících jsou druhou nejvíce početnou skupinou pulsujících proměnných hvězd v naší Galaxii.
Prototyp proměnnosti Delta Scuti objevil Fath (1935). Smith (1955) tyto objekty nazval Trpasličí cefeidy, protože se zdály být rozdílné od typu RR Lyrae přítomností kovů a rozdílnou závislostí periody a světelnosti. Bessell (1969) zavedl označení hvězdy AI Velorum pro všechny objekty s amplitudou větší než 0,3 mag. Breger (1979, 1980) navrhl označení Delta Scuti, které je používáno dodnes. Na kovy chudé podobné objekty se nazývají hvězdy SX Phoenicis.
Trpasličí cefeidy z diskové populace označujeme Delta Scuti vysokých amplitud. Jejich průběh pulzace se podstatně liší od objektů s malou amplitudou. Zdá se, jako by měly pouze jeden nebo dva radiální módy. Ve většině případů oscilují v základní nebo první harmonické a podobají se spíše klasickým pulsujícím proměnným hvězdám jako jsou RR Lyrae nebo cefeidy.
Hvězdy typu δ Scuti mají vzájemnou závislost periody, světelnosti a barvy.

## Vlastnosti hvězd Delta Scuti
Delta Scuti jsou pulzující hvězdy nacházející se na H–R diagramu v blízkosti klasických cefeid nebo se pohybují od hlavní posloupnosti k oblasti obrů. Jejich rozsah period je od 0,02 dne po 0,25 dne, což je v H-R diagramu umožňuje dobře odlišit od skupin pulzujících hvězd, které s nimi sousedí nebo je překrývají. Takové skupiny hvězd jsou hvězdy patřící k typům roAp, γ Dor a RR Lyrae.
Bohužel je obtížné sestavit jednoduchou definici, která by je dostatečně popisovala. Je možné je rozlišit do dvou skupin:
I) vyvíjející se hvězdy populace II uvnitř pásu nestability s periodou jako mají δ Scuti (hvězdy SX Phe)
II) hmotné hvězdy vyvíjející se přes pás nestability.
Hmotné hvězdy (více než dvě hmotnosti Slunce se vyvíjejí z hlavní posloupnosti směrem k oblasti obrů přes pás nestability na horizontální linii vyššího zářivého výkonu H-R diagramu.